# Ԑ
Ԑ, ԑ или З обърнато е буква от кирилицата. Наподобява много на гръцката буква епсилон (Ε ε) и латинския ѝ еквивалент (Ɛ ɛ), бележещ звука отворено [е], но има различен произход. Произлиза от кирилската буква З, която е обърната. Ԑ е добавена в Unicode 5.0 Standard, но все още е рядкост в повечето кирилски шрифтове. Използва се в енетския и хантийския език.

## Кодове
| Буква  | Уникод |
| ------ | ------ |
| Главна | U+0510 |
| Малка  | U+0511 |

В други кодировки буквата Ԑ отсъства.